# 영회로
영회로(Yeonghoe-ro)는 경상남도 사천시 벌용동 영오교 에서 고성군 회화면 척정교차로를 잇는 경상남도의 도로이다. 

## 주요 경유지
경상남도
- 고성군 (영오면 . 개천면 . 구만면 . 회화면)

## 노선
| 이름                        | 접속 노선                  | 소재지        | 소재지        | 비고                                             |
| 옥천로와 직결               | 옥천로와 직결              | 옥천로와 직결 | 옥천로와 직결 | 옥천로와 직결                                    |
| --------------------------- | -------------------------- | ------------- | ------------- | ------------------------------------------------ |
| 영오교                      |                            | 고성군        | 영오면        | 국가지원지방도 제30호선 지방도 제1002호선과 중복 |
| 영오 교차로 (연화산 나들목) | 35호선 통영대전고속도로    | 고성군        | 영오면        | 국가지원지방도 제30호선 지방도 제1002호선과 중복 |
| 오서 교차로                 | 지방도 제1009호선 (대가로) | 고성군        | 영오면        | 국가지원지방도 제30호선 지방도 제1002호선과 중복 |
| 성곡교                      |                            | 고성군        | 영오면        | 지방도 제1002호선과 중복                         |
| 영오사거리                  | 지방도 제1007호선 (문산로) | 고성군        | 영오면        | 지방도 제1002호선과 중복                         |
| 양산교                      |                            | 고성군        | 영오면        | 지방도 제1002호선과 중복                         |
|                             | 개천면                     | 고성군        |               | 지방도 제1002호선과 중복                         |
| (이름없음)                  | 지방도 제1037호선 (일사로) | 고성군        |               | 지방도 제1002호선과 중복                         |
| 청광교                      |                            | 고성군        |               | 지방도 제1002호선과 중복                         |
| 청광사거리                  | 청광로                     | 고성군        |               | 지방도 제1002호선과 중복                         |
| 담티재                      |                            | 고성군        |               |                                                  |
|                             | 구만면                     | 고성군        |               |                                                  |
| 신계교                      |                            | 고성군        |               |                                                  |
| 배둔사거리                  | 남해안대로                 | 고성군        | 회화면        |                                                  |
| 회진로와 직결               |                            |               |               |                                                  |